# Бръшлянова лига
Бръшляновата лига, или още Айви лига (Ivy league), е спортна организация на американски висши училища, които се намират в североизточната част на Съединените американски щати. Тя включва следните 8 училища: Харвардски университет, Принстънски университет, Йейлски университет, Колумбийски университет, Университет „Корнел“, Пенсилвански университет, Университет „Браун“ и Колеж „Дартмут“.
Днес този термин се използва главно като етикет на тази група висши училища, които се отличават и с отлично академично качество и високи критерии за прием.
| Висше училище            | Местоположение          | Бакалаври | Магистри | Финансиране  | Преподаватели | Име на спортните отбори |
| ------------------------ | ----------------------- | --------- | -------- | ------------ | ------------- | ----------------------- |
| Университет „Браун“      | Провидънс, Роуд Айланд  | 7043      | 3214     | $4.7 млрд.   | 736           | Мечките                 |
| Колумбийски университет  | Ню Йорк Сити, Ню Йорк   | 6398      | 24 412   | $14.35 млрд. | 4370          | Лъвовете                |
| Университет „Корнел“     | Итака, Ню Йорк          | 15 043    | 8984     | $7.23 млрд.  | 2908          | Големите червени        |
| Колеж „Дартмут“          | Хановър, Ню Хампшър     | 4459      | 2149     | $5.49 млрд.  | 943           | Големите зелени         |
| Харвардски университет   | Кеймбридж, Масачузетс   | 6788      | 13 951   | $38.30 млрд. | 4671          | Пурпурните              |
| Пенсилвански университет | Филаделфия, Пенсилвания | 10 019    | 12 413   | $13.78 млрд. | 4464          | Квакерите               |
| Принстънски университет  | Принстън, Ню Джърси     | 5428      | 2946     | $25.92 млрд. | 1172          | Тигрите                 |
| Йейлски университет      | Ню Хейвън, Кънектикът   | 6092      | 7517     | $29.35 млрд. | 4140          | Булдозите               |